# Gastrotheca nicefori
Gastrotheca nicefori är en groddjursart som beskrevs av Gaige 1933. Gastrotheca nicefori ingår i släktet Gastrotheca och familjen Hemiphractidae. IUCN kategoriserar arten globalt som livskraftig. Inga underarter finns listade i Catalogue of Life.